# Ельбасанська фортеця
Ельбасанська фортеця (замок Ельбасан, алб. Kalaja e Elbasanit) — фортифікаційна споруда XV століття у місті Ельбасан в Албанії, збудована султаном Мехмедом II Фатіхом.

## Опис
Замок має прямокутну форму і розміри 308x48 м. Він має чотири входи, які захищені вежами. Головні, «торгові», ворота — південні. 8 веж у мурах фортеці — ті, що залишилися з початкових 26-ти, кожна 9 м заввишки. Відносно цілою залишилась південна стіна, що дає уявлення про міцність фортеці.
Усередині фортеці розташована частина Via Egnatia, традиційні будівлі з характерною міською архітектурою, важливі ісламські та християнські об'єкти. У стінах замку розміщена турецька лазня Сінан Паша — збудована на початку 19 століття, вона дуже добре збереглася. 
У замку і зараз є мешканці.

## Історія
У період античності Скамп(ін), місто на території сучасного Ельбасану, було центром Via Egnatia — дороги, що сполучала Рим і Константинополь. Для її охорони було побудовано військовий замок на початку III століття нашої ери, за часів римського імператора Діоклетіана. Під час варварських воєн у IV-V століттях замок було зруйновано. 
На старому фундаменті візантійський імператор Юстиніан побудував новий замок. Його було оточено ровом, що заповнювався водою з потоку Зараніка. Всередині замку розташовувались католицька й православна церкви, школа Святої Марії, годинникова вежа. Згодом замок було зруйновано. 
У 1466, під час облоги міста Круя, турки за 25 днів побудували замок на руїнах старого міста, назвавши нове «аль-Басан», правитель країни і  повністю перебудували місто (давши йому назву «Ельбасан») і замок для стратегічних потреб. Для будівництва фортеці були використані матеріали руїн давніх римських і візантійських будівель. Ці матеріали особливо помітні в основі південно-західної вежі. Після завершення замку Ельбасан, Мехмет II залишив там гарнізон, що складався з 400 яничарів, а інша частина армії відійшла в Едірне.
Замок пізніше перетворився на одну з найважливіших військових баз Османської імперії в Центральній Албанії.

## Згадки і дослідження
Уперше фортецю згадує Крістобель, історик Мехмета II.
У XVIII столітті місто відвідав османський хроніст Евлія Челебі й детально описав замок. 
Під час австрійського володіння, замок детально вивчали. Австрійські археологи Каміло Прашнікер та Арнольд Шобер, які приїхали у місто 1916 року, під час Першої світової війни, виявили стародавні фортифікації під середньовічними стінами. До того часу слідів рову з водою уже не збереглося.